# أم آفنادش
ام آفنادش بلدية تقع في ولاية الحوض الشرقي تابعة لمقاطعة النعمة تبعد حوالي 60 كلم أو أكثر منها وهي بلدية ريفية أهلة بالسكان
من جميع الاعراق تسكنها وهي معروف تاريخيا بعلمائها ومحاظرها مثل محظرت أهل بيجاه، ومحظرة أهل سيداحمد لحمد؛ أسرة القضاء، بالمنطقة، هذا ويتبع للبلدية الكثير من القرى والأرياف 
وتتمتع بكم كثير من الماشية ويمارس أهلها الزراعة بجميع أنواعها